# Papilloma del plesso coroideo
Il papilloma del plesso coroideo è una rara lesione neuroepiteliale intraventricolare benigna di grado I a carico del plesso coroideo. Porta a un aumento della produzione di liquido cerebrospinale, causando così una maggiore pressione intracranica e idrocefalo.
Il papilloma del plesso coroideo si verifica nei ventricoli laterali dei bambini e nel quarto ventricolo degli adulti. Questo è diverso dalla maggior parte degli altri tumori pediatrici e dei tumori adulti, in cui le posizioni dei tumori sono invertite. Nei bambini, i tumori cerebrali si trovano di solito nella regione infratentoriale e negli adulti, i tumori cerebrali si trovano di solito nello spazio sopratentoriale. La relazione è invertita per papillomi del plesso coroideo. 

## Sintomi
I sintomi del tumore derivano dall'aumento della pressione intracranica presente nel 91% dei pazienti. Vomito, difetti del campo visivo, e mal di testa sono i sintomi più comuni. Altri sintomi sono ronzio alle orecchie e vertigini. 

## Fisiopatologia
Il tumore è di origine neuroectodermica ed è simile nella struttura a un normale plesso coroideo. Possono derivare da cellule epiteliali del plesso coroideo.

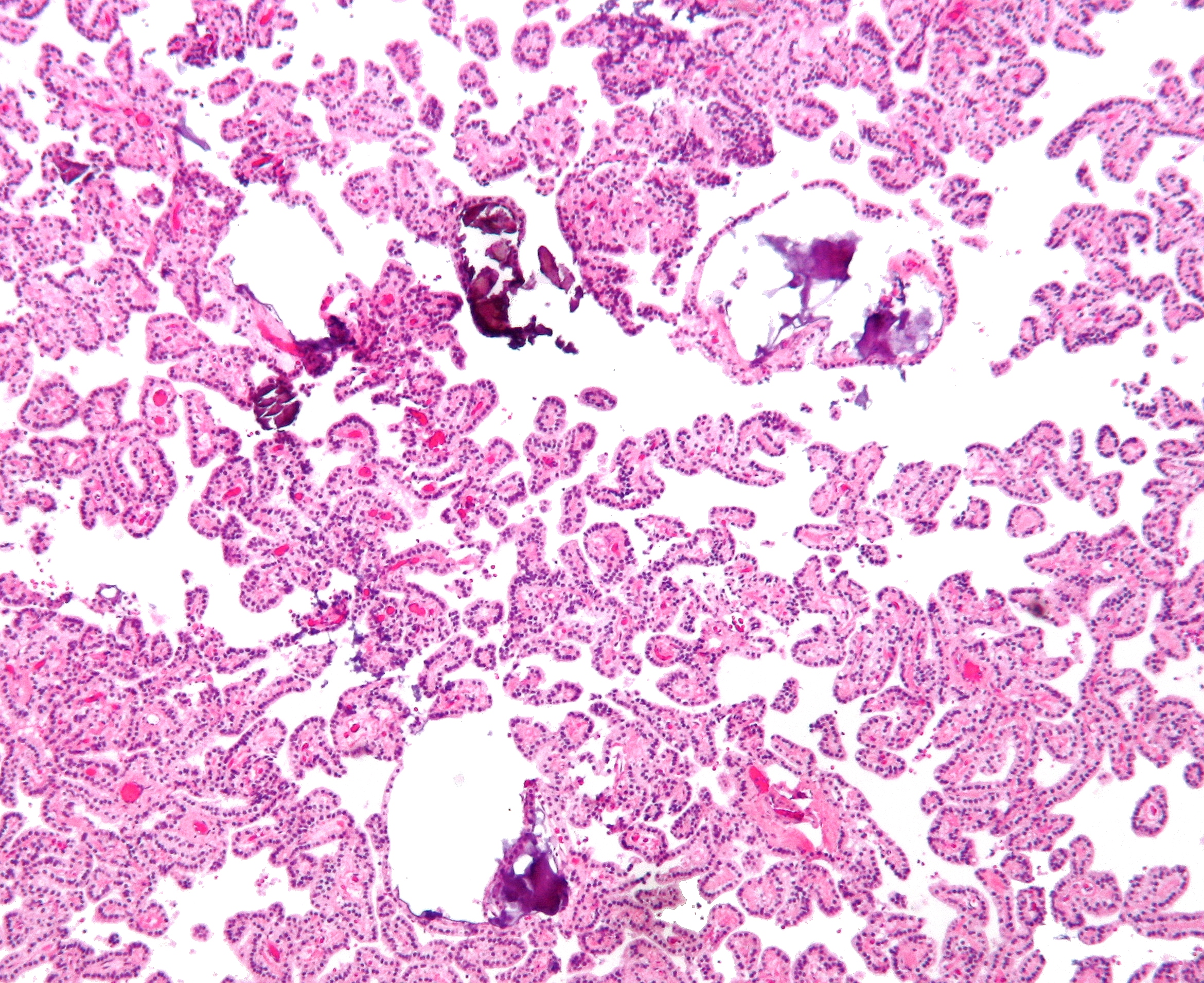
Microfotografia di un papilloma del plesso coroideo. Macchia H&E
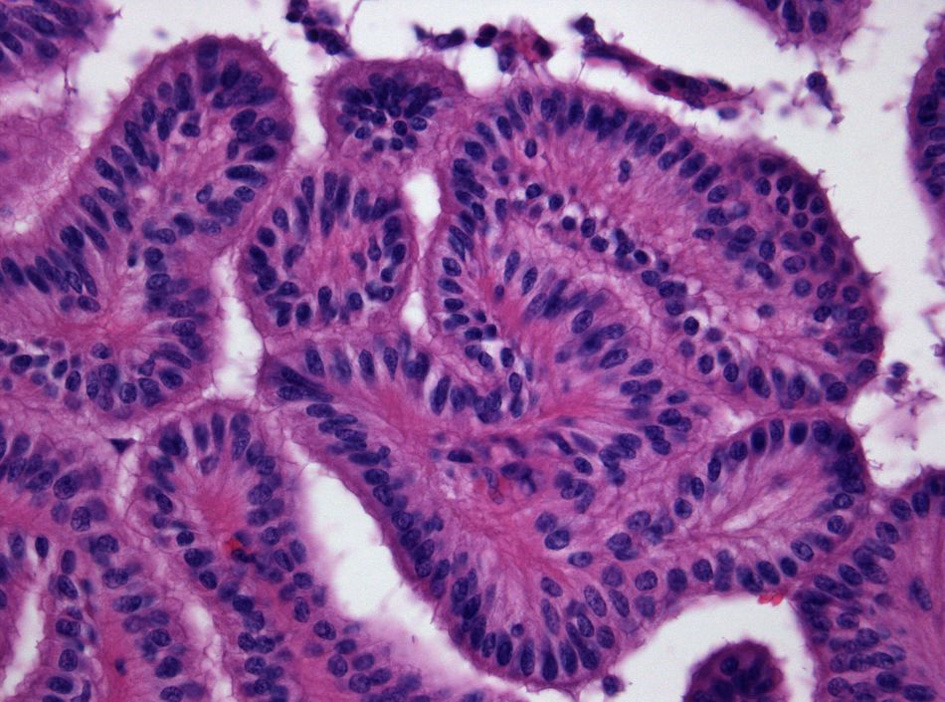
Dettaglio Plexuspapillom
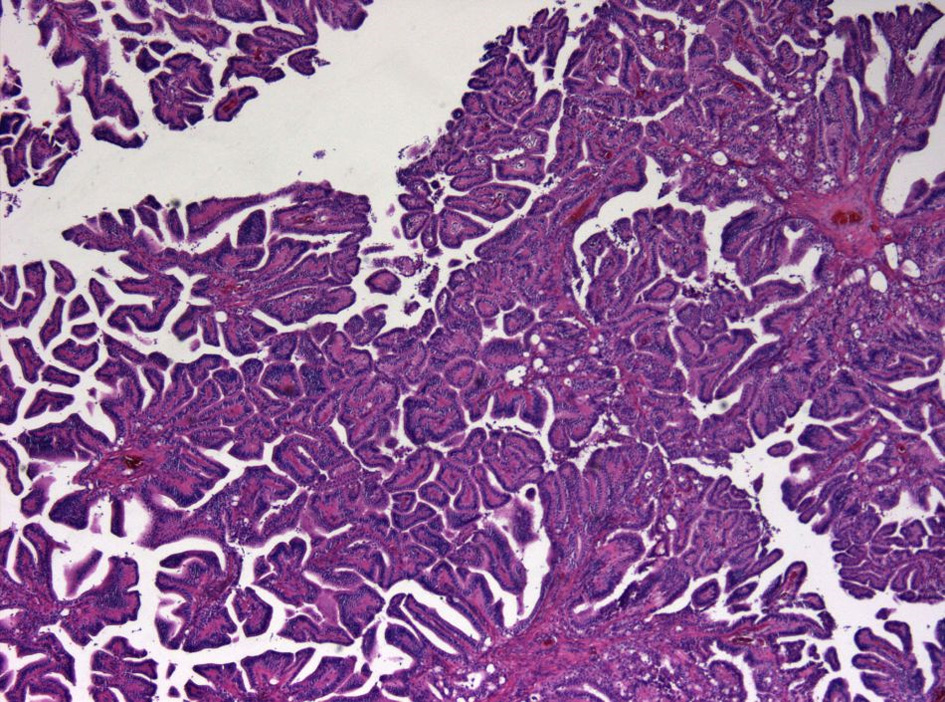
Panoramica di Plexuspapillom

## Trattamento
I papillomi del plesso coroideo sono tumori benigni che di solito sono curati da un intervento chirurgico; la progressione maligna è rara. 

## Epidemiologia
I tumori del plesso coroideo sono rari e rappresentano lo 0,4-0,6% di tutte le neoplasie intracraniche. Colpisce più comunemente i bambini di età inferiore ai 5 anni con un'età media dei pazienti di 5,2 anni.